# Kristus Odrešenik (kip)
Kristus Odrešenik (portugalsko Cristo Redentor, standard brazilsko portugalsko: [ˈkɾistu ʁedẽˈtoʁ]) je art déco kip Jezusa Kristusa v Riu de Janeiru v Braziliji, ki ga je ustvaril francosko-poljski kipar Paul Landowski in zgradil brazilski inženir Heitor da Silva Costa , v sodelovanju s francoskim inženirjem Albertom Caquotom. Obraz je izklesal romunski kipar Gheorghe Leonida. Kip, zgrajen med letoma 1922 in 1931, je visok 30 metrov, brez njegovega 8-metrskega podstavka. Roke se raztezajo v širino 28 metrov. Izdelan je iz armiranega betona in miljnega kamna. Kristus Odrešenik se precej razlikuje od prvotne zasnove, saj je bil prvotni načrt velik Kristus z zemeljsko kroglo v eni in križem v drugi roki. Čeprav so organizatorji projekta prvotno sprejeli zasnovo, se je kasneje spremenila v današnji kip z na široko razprtimi rokami.
Kip tehta 635 ton in stoji na vrhu 700 metrov visoke gore Corcovado v narodnem parku Tijuca, ki gleda na mesto Rio de Janeiro. Ta kip je največja skulptura v slogu art déco na svetu. Kip, ki je simbol krščanstva po vsem svetu, je postal tudi kulturna ikona tako Ria de Janeira kot Brazilije in je bil izbran za eno od novih 7 čudes sveta.

## Zgodovina
Vincencijanski duhovnik Pedro Maria Boss je sredi 1850-ih prvič predlagal postavitev krščanskega spomenika na gori Corcovado v čast princese Isabel, regentke Brazilije in hčerke cesarja Petra II., vendar projekt ni bil odobren. Leta 1889 je država postala republika in zaradi ločitve cerkve od države je bil predlagani kip zavrnjen.
Katoliški krog Ria je leta 1920 podal drugi predlog za znameniti kip na gori. Skupina je organizirala dogodek, imenovan Semana do Monumento ('teden spomenikov'), da bi pritegnila donacije in zbrala podpise v podporo gradnji kipa. Organizacijo je motiviralo to, kar so v družbi dojemali kot 'brezbožnost'. Donacije so večinoma prišle od brazilskih katoličanov. Dizajni, ki so bili obravnavani za Kristusov kip, so vključevali predstavitev krščanskega križa, kip Jezusa z globusom v rokah in podstavek, ki je simboliziral svet. Na koncu je bil izbran kip Kristusa Odrešenika z odprtimi rokami, simbol miru.
Lokalni inženir Heitor da Silva Costa in umetnik Carlos Oswald sta oblikovala kip. Delo je ustvaril francoski kipar Paul Landowski.
Leta 1922 je Landowski naročil pariškega romunskega kiparja Gheorgheja Leonida, ki je študiral kiparstvo na Konservatoriju za likovno umetnost v Bukarešti in v Italiji.
Skupina inženirjev in tehnikov je preučila predloge Landowskega in menila, da je gradnja konstrukcije iz armiranega betona (ki jo je zasnoval Albert Caquot) namesto iz jekla primernejša za kip v obliki križa. Beton za osnovo je bil dobavljen iz Limhamna na Švedskem. Zunanji sloji je milnjni kamen, izbran zaradi svojih trajnih lastnosti in enostavne uporabe. Gradnja je trajala devet let, od 1922 do 1931, in je stala 250.000 ameriških dolarjev (kar ustreza 4.300.000 dolarjev leta 2023), spomenik pa so odprli 12. oktobra 1931. Med otvoritveno slovesnostjo naj bi kip osvetlila baterija reflektorjev, ki jih je na daljavo prižgal italijanski izumitelj kratkovalovnega radia Guglielmo Marconi, nameščen 9200 kilometrov stran v Rimu, vendar so se zaradi slabega vremena luči aktivirale na kraju samem.
Oktobra 2006, ob 75. obletnici dokončanja kipa, je kardinal Eusebio Oscar Scheid, nadškof v Riu, posvetil kapelo, poimenovano po brazilski zaščitnici – Gospe od prikazanja (Nossa Senhora Aparecida) – pod kipom, kar je katoličanom omogočilo, da tam opravljajo krste in poroke.
Med močno nevihto 10. februarja 2008 je strela udarila v kip in povzročila nekaj poškodb prstov, glave in obrvi. Vlada zvezne države Rio de Janeiro je začela obnovitvena prizadevanja za zamenjavo nekaterih zunanjih slojev miljnega kamna in popravila strelovodov na kipu. Strela ga je ponovno poškodovala 17. januarja 2014 in odmaknila prst na desni roki.
Leta 2010 se je začela obsežna obnova kipa. Dela so obsegala čiščenje, zamenjavo malte in kamna na zunanjosti, obnovo železa v notranji konstrukciji in hidroizolacijo spomenika. Vandali so med prenovo napadli kip in poškropili barvo vzdolž roke. Župan Eduardo Paes je dejanje označil za »zločin proti narodu«. Krivci so se pozneje opravičili in se predstavili policiji.
V zvezi z običajnim proslavljanjem gola brazilskega napadalca Ronalda z obema iztegnjenima rokama je podjetje za pnevmatike Pirelli leta 1998 objavilo reklamo, v kateri je zamenjal kip, medtem ko je bil na traku milanskega Interja. Reklama je bila sporna za katoliško cerkev.

## Obnova
Leta 1990 je več organizacij, vključno z nadškofijo Rio de Janeiro, medijsko družbo Grupo Globo, naftno družbo Shell do Brasil, okoljskim regulatorjem IBAMA, Nacionalnim inštitutom za zgodovinsko in umetniško dediščino ter mestno upravo Rio de Janeira, sklenilo sporazum izvajati obnovitvena dela.
Več dela na kipu in njegovi okolici je bilo opravljenih leta 2003 in v začetku leta 2010. Leta 2003 je bil nameščen niz tekočih stopnic, stez in dvigal za lažji dostop do ploščadi, ki obdaja kip. Štirimesečna obnova leta 2010 se je osredotočila na sam kip. Notranjo strukturo kipa so prenovili in obnovili njegovo mozaično oblogo iz miljnega kamna, tako da so odstranili skorjo gliv in drugih mikroorganizmov ter popravili majhne razpoke. Popravljeni so bili tudi strelovodi, ki so v glavi in rokah kipa, ob vznožju kipa pa so bile nameščene nove svetilke.
Obnova je vključevala sto ljudi in uporabila več kot 60.000 kosov kamna, vzetega iz istega kamnoloma kot prvotni kip. Med odkritjem obnovljenega kipa je bil osvetljen z zeleno-rumeno lučjo v podporo brazilski reprezentanci, ki je igrala na svetovnem prvenstvu v nogometu 2010.
Vzdrževalna dela je treba izvajati občasno zaradi močnih vetrov in erozije, ki ji je kip izpostavljen, pa tudi zaradi udarov strele. Prvotni bledi kamen ni več na voljo v zadostni količini, nadomestni kamni pa so vedno temnejših odtenkov.